# La Liga 1951–52
La Liga 1951-52 là mùa giải thứ 21 của La Liga kể từ khi nó được thành lập, Mùa giải bắt đầu từ ngày 9 tháng 9 năm 1951 và kết thúc vào ngày 13 tháng 4 năm 1952.
Giải đấu bao gồm các câu lạc bộ sau:
| - Atlético Bilbao - Atlético Madrid - Atlético Tetuán - CF Barcelona - Deportivo de La Coruña - RCD Español - Celta de Vigo - Real Gijón |  | - Real Madrid - Real Santander - Real Sociedad - Sevilla CF - UD Las Palmas - Valencia CF - Valladolid - Zaragoza |

## Bảng xếp hạng
| Vị trí | Câu lạc bộ             | Số trận | T  | H  | Th | BT | BB | Điểm | HS  |                                 |
| ------ | ---------------------- | ------- | -- | -- | -- | -- | -- | ---- | --- | ------------------------------- |
| 1      | FC Barcelona           | 30      | 19 | 5  | 6  | 92 | 43 | 43   | +49 | Vô địch La Liga                 |
| 2      | Atlético Bilbao        | 30      | 17 | 6  | 7  | 78 | 46 | 40   | +32 |                                 |
| 3      | Real Madrid            | 30      | 16 | 6  | 8  | 79 | 50 | 38   | +29 |                                 |
| 4      | Atlético Madrid        | 30      | 16 | 5  | 9  | 80 | 57 | 37   | +23 |                                 |
| 5      | Valencia CF            | 30      | 15 | 5  | 10 | 68 | 51 | 35   | +17 |                                 |
| 6      | Sevilla CF             | 30      | 14 | 4  | 12 | 69 | 57 | 32   | +12 |                                 |
| 7      | RCD Español            | 30      | 14 | 4  | 12 | 69 | 62 | 32   | +7  |                                 |
| 8      | Valladolid             | 30      | 9  | 11 | 10 | 47 | 43 | 29   | +4  |                                 |
| 9      | Celta de Vigo          | 30      | 12 | 3  | 15 | 64 | 66 | 27   | -2  |                                 |
| 10     | Real Sociedad          | 30      | 11 | 4  | 15 | 60 | 59 | 26   | +1  |                                 |
| 11     | Deportivo de La Coruña | 30      | 10 | 5  | 15 | 46 | 70 | 25   | -24 |                                 |
| 12     | Zaragoza               | 30      | 10 | 5  | 15 | 54 | 73 | 25   | -19 |                                 |
| 13     | Real Gijón             | 30      | 10 | 5  | 15 | 49 | 75 | 25   | -26 |                                 |
| 14     | Real Santander         | 30      | 9  | 7  | 14 | 45 | 65 | 25   | -20 |                                 |
| 15     | UD Las Palmas          | 30      | 9  | 4  | 17 | 36 | 85 | 22   | -49 | Xuống hạng tới Segunda División |
| 16     | Atlético Tetuán        | 30      | 7  | 5  | 18 | 51 | 85 | 19   | -34 | Xuống hạng tới Segunda División |

## Cúp Pichichi
| Cầu thủ                 | Bàn thắng | Clb           |
| ----------------------- | --------- | ------------- |
| Pahiño                  | 28        | Real Madrid   |
| Ladislao Kubala         | 27        | CF Barcelona  |
| Manuel Hermida Losada   | 22        | Celta de Vigo |
| César Rodríguez Álvarez | 21        | CF Barcelona  |

| Vô địch La Liga 1951–52 |
| ----------------------- |
| FC Barcelona Lần thứ 5  |